# Puccinia minussensis
Puccinia minussensis ist eine Ständerpilzart aus der Ordnung der Rostpilze (Pucciniales). Der Pilz ist ein Endoparasit der Korbblütlergattung Lactuca. Symptome des Befalls durch die Art sind Rostflecken und Pusteln auf den Blattoberflächen der Wirtspflanzen. Sie ist holarktisch verbreitet.

## Merkmale

### Makroskopische Merkmale
Puccinia minussensis ist mit bloßem Auge nur anhand der auf der Oberfläche des Wirtes hervortretenden Sporenlager zu erkennen. Sie wachsen in Nestern, die als gelbliche bis braune Flecken und Pusteln auf den Blattoberflächen erscheinen.

### Mikroskopische Merkmale
Das Myzel von Puccinia minussensis wächst wie bei allen Puccinia-Arten interzellulär und bildet Saugfäden, die in das Speichergewebe des Wirtes wachsen. Ihre Spermogonien wachsen beidseitig auf den Wirtsblättern. Die blattunterseitig und an Stängeln wachsenden Aecien der Art sind treten durch eine kleine Pore hervor. Sie besitzen 21–22 × 17–22 µm große, annähernd kugelige bis ellipsoide Aeciosporen mit warziger Oberfläche. Die beidseitig wachsenden Uredien des Pilzes sind zimtbraun. Ihre gleichfalls zimt- oder goldbraunen Uredosporen sind 23–26 × 20–25 µm groß, kugelig bis breitellipsoid und stachelwarzig. Die beidseitig wachsenden Telien der Art sind schwarzbraun, pulverig und unbedeckt. Die kastanienbraunen Teliosporen sind ein- bis zweizellig, in der Regel ellipsoid, runzelig und 30–38 × 19–25 µm groß. Ihre Stiele sind farblos.

## Verbreitung
Das bekannte Verbreitungsgebiet von Puccinia minussensis reicht von den östlichen USA über Kanada und Asien bis nach Europa.

## Ökologie
Die Wirtspflanzen von Puccinia minussensis sind Lactuca sibirica, Lactuca pulchella und Lactuca canadensis und andere Arten der Gattung Lactuca. Auch arten der Gattung Cicerbita und Ligularia sind bekannte Wirte. Auch Der Pilz ernährt sich von den im Speichergewebe der Pflanzen vorhandenen Nährstoffen, seine Sporenlager brechen später durch die Blattoberfläche und setzen Sporen frei. Die Art durchläuft einen Entwicklungszyklus mit Spermogonien, Aecien, Telien und Uredien, vollzieht aber keinen Wirtswechsel.